# Цайц (маркграфство)
Маркграфство Цайц (Цейц) (нем. Markgrafschaft Zeitz) — средневековое маркграфство на территории современной земли Саксония-Анхальт. В 982 году объединилось с маркграфством Мейсен.

## История
В 937 году маркграф Геро I Железный, обладавший большим количеством земель, получил от императора Оттона I наместничество («легацию») с резиденцией в Магдебурге, которое вскоре преобразовалось в Восточную Саксонскую марку. Его владения располагались от реки Зале и среднего течения Эльбы до реки Одер. Столицей маркграфства был Мерзебург.
После смерти Геро I Железного в 965 году, его разросшаяся марка была разделена, в результате чего были созданы новые маркграфства. Одним из них было маркграфство Цайц, единственным правителем которого был Виггер I. Возможно, Виггер был сыном Зигфрида, графа Мерзебурга, и, соответственно, племянником Геро Железного. Виггер был также фогтом в епископстве Цайц и графом в нескольких гау.
После смерти маркграфа Виггера I правитель Мерзебурга Гунтер также получил во владение и маркграфством Цайц. После смерти Гунтера маркграфом в этих землях стал Рикдаг II, объединивший все три марки — Мейсенскую, Мерзебургскую и Цайцкую — под своей властью. Во время его правления славянские племена подняли восстание, в ходе которого маркграфство было полностью разграблено и опустошено.
Преемники Оттона вскоре упростили эту марковую систему, сократив число маркграфств с шести, существовавших в конце правления Оттона, до трех: прежней Северной марки, Восточной Саксонской марки (идентичной марке Лаузиц) и Мейсенской марки, в которую и вошло маркграфство Цайц. Тем не менее, во времена правления императора Генриха II маркграфство Цайц выступало как отдельная часть Мейсенской марки.

## Список маркграфов Цайца
- 965—981 : Виггер I (умер в 981) — маркграф Цайца
- 981—982 : Гунтер (умер 13 июля 982) — маркграф Мерзебурга в 965—976 и 979—982, маркграф Мейсена
- 982—985 : Рикдаг II — маркграф Мейсена, Цайца и Мерзебурга с 982
- Объединено с маркграфством Мейсен.